# Yauheni Karaliou
Yauheni Aliaxandravich Karaliou –en bielorruso, Яўген Аляксандравіч Каралёў– (Minsk, 26 de marzo de 1991) es un deportista bielorruso que compitió en saltos de plataforma. Ganó una medalla de plata en el Campeonato Europeo de Natación de 2014, en la prueba sincronizada.

## Palmarés internacional
| Campeonato Europeo | Campeonato Europeo | Campeonato Europeo | Campeonato Europeo     |
| Año                | Lugar              | Medalla            | Prueba                 |
| ------------------ | ------------------ | ------------------ | ---------------------- |
| 2014               | Berlín (Alemania)  | Medalla de plata   | Plataforma 10 m sincro |